# Villaldemiro
Villaldemiro es una localidad y un municipio situados en la provincia de Burgos, en la comunidad autónoma de Castilla y León (España), comarca de Odra-Pisuerga, partido judicial de Burgos, cabecera del ayuntamiento de su nombre.
Tiene un área de 13,43 km² con una población de 70 habitantes (INE 2007) y una densidad de 5,21 hab/km².

## Geografía
Integrado en la comarca de Odra-Pisuerga, se sitúa a 30 kilómetros de la capital burgalesa. El término municipal está atravesado por la Autovía de Castilla A-62 entre los pK 28 y 30. 
El relieve es predominantemente llano, con algunas elevaciones y páramos. Por el sureste discurre el río Arlanzón que hace de límite municipal con Pampliega. La altitud oscila entre los 921 metros en un páramo al noroeste y los 787 metros en la ribera del río. El pueblo se alza a 829 metros sobre el nivel del mar. 
| Noroeste: Los Balbases, Villaquirán de los Infantes y Tamarón | Norte: Tamarón                               | Noreste: Celada del Camino          |
| Oeste: Villaquirán de los Infantes                            |                                              | Este: Celada del Camino y Pampliega |
| Suroeste: Villaquirán de los Infantes                         | Sur: Villaquirán de los Infantes y Pampliega | Sureste: Pampliega                  |

## Demografía
Villaldemiro cuenta con una población de 91 habitantes (INE 2024).
| Gráfica de evolución demográfica de Villaldemiro entre 1842 y 2021                                                  |
| |
| Población de derecho según los censos de población del INE Población de hecho según los censos de población del INE |

| 1991 |  | 1996 |  | 2001 |  | 2004 |
| ---- |  | ---- |  | ---- |  | ---- |
| 93   |  | 97   |  | 77   |  | 70   |

## Monumentos y lugares de interés

### Iglesia parroquial de Santiago Apóstol
Iglesia de Santiago Apóstol, dependiente de la parroquia de Iglesias en el arciprestazgo de Amaya, diócesis de Burgos .

### Parque eólico
Parque Eólico «El Gallo», de 49,4 MW. de potencia instalada, ubicado en los términos municipales de Los Balbases, Villaquirán de los Infantes y Villaldemiro, de 26 aerogeneradores Vestas de 1900 kW. de potencia unitaria, diámetro de rotor de 90 m., altura de buje de 105 m. y red subterránea de media tensión a 30 kV. de interconexión de los aerogeneradores, con llegadas a la subestación «Cuatro Picones», con un presupuesto de 55 3266 251,17 euros.